# Jefferson Thomas
Jefferson Allison Thomas (Little Rock, 19 settembre 1942 – Columbus, 5 settembre 2010) è stato un attivista statunitense.
Fu uno dei Little Rock Nine, un gruppo di studenti afroamericani che, nel 1957, furono i primi studenti neri a frequentare le classi della Little Rock Central High School di Little Rock, in Arkansas.

## Biografia

### Prima infanzia e istruzione
Jefferson Thomas, il più giovane di sette figli, è nato a Little Rock dai coniugi Ellis Thomas. I suoi genitori lo hanno chiamato come Thomas Jefferson, presidente degli Stati Uniti. Thomas frequentò dapprima la Horace Mann High School, una scuola segreta completamente nera, dove era un atleta di pista. Nel 1957, si offrì volontario per essere nel primo gruppo di studenti neri a integrarsi con la Little Rock Central High School per l'anno scolastico 1957-58.
Il 4 settembre 1957, i Little Rock Nine fece un tentativo infruttuoso di entrare nella Central High School, che era stata segregata. La Guardia Nazionale dell'Arkansas, su ordine del governatore, e una folla arrabbiata di circa 400 persone circondarono la scuola e impedirono loro di entrare. Il 23 settembre 1957, una folla di circa 1000 persone circondò nuovamente la scuola mentre gli studenti tentarono di entrare. Il giorno seguente, il presidente Dwight Eisenhower prese il controllo della Guardia Nazionale dell'Arkansas e mandò i soldati ad accompagnare gli studenti a scuola per la protezione. I soldati sono stati schierati a scuola per tutto l'anno scolastico.

### Carriera
Nonostante le intimidazioni, Thomas si laureò al Central High School nel maggio del 1960 ed entrò alla Wayne State University di Detroit. A metà del 1961 si trasferisce a Los Angeles, in California. È stato Tesoriere del Consiglio dei Giovani NAACP e Presidente Statale del Progressive Baptist Youth Convention. Ha anche frequentato il Los Angeles State College, è entrato a far parte del governo studentesco ed è stato eletto Presidente degli Associated Engineers. Ha ottenuto la laurea in Economia Aziendale. Thomas ha anche servito nella 9th Infantry Division come fante durante la Guerra del Vietnam.

### Later life
Thomas è il narratore principale del film Nine from Little Rock del 1964 della United States Information Agency. Nel film Thomas ha detto: "Se Little Rock ci ha insegnato qualcosa di nuovo, ci ha insegnato che i problemi ci possono rendere migliori. Molto di più." L'obiettivo di questo film governativo, nel contesto della guerra fredda, era quello di mostrare, ai paesi preoccupati per il razzismo americano, i progressi compiuti dagli Stati Uniti in materia di diritti civili. Il film ha raggiunto questo obiettivo almeno in parte, poiché ha ricevuto un ampio consenso (compreso un premio Oscar) ed è stato distribuito in 97 paesi.
Thomas ha risieduto a Columbus in Ohio, con sua moglie, Mary, e una nipote, Amber. Ha lavorato come mentore volontario nel programma Village to Child co-sponsorizzato dall'Ohio Dominican University, dove ha ricevuto la sua laurea honoris causa, "Dottore in Lettere Umane", il 13 maggio 2001, per i suoi sforzi per tutta la vita in diritti umani e promozione dell'uguaglianza.
Thomas è stato un relatore frequente in numerose scuole superiori, college e università in tutto il paese. È stato insignito di numerosi premi da agenzie governative locali e federali, tra cui la medaglia d'oro del Congresso assegnata ai Little Rock Nine dal presidente Bill Clinton nel 1999. Inoltre, nel 1999, lui e gli altri membri dei Little Rock Nine ricevettero la prestigiosa medaglia Spingarn del NAACP "per il loro coraggio e il loro eroismo durante il primo anno di integrazione della Central High". Nell'agosto 2005, lo Stato dell'Arkansas ha onorato i Little Rock Nine con delle statue a loro somiglianza nel Campidoglio.
Dopo più di 27 anni come funzionario pubblico, Thomas si congedò il 30 settembre 2004 dal Servizio Finanza e Contabilità della Difesa di Colombo, Ohio. Negli ultimi anni, ha fatto parte del Consiglio di Amministrazione dell'Accademia per l'Apprendimento della Città del Rifugio presso la Prima Chiesa di Dio.
Thomas è morto di cancro al pancreas a Columbus, in Ohio, due settimane prima del suo 68º compleanno. È stato il primo dei Little Rock Nine a morire. Dopo un funerale a Columbus, fu sepolto al Forest Lawn Memorial Park di Glendale in California.

## Media
Nel 1993, l'attore Tico Wells ha interpretato Thomas nel film The Ernest Green Story di Disney Channel.